# Llibres profètics de William Blake
Els Llibres profètics del poeta i artista anglés del segle xviii William Blake són una sèrie d'obres poètiques fonamentades en la pròpia mitologia personal de Blake. Han estat descrits, “en proporció als seus mèrits, el cos de poesia menys llegit en anglés”. Blake va escriure'ls mentre treballava com a il·lustrador comercial, i hi va incloure els seus propis gravats, i va fer així un projecte ampli i en gran manera privat.

## Descripció
Amb aquests treballs, que acaben amb l'epopeia Jerusalem: l'emanació del gegant Albió, Blake elabora una mitologia personal inventada (mitopoeia), en gran part d'inspiració bíblica; a part d'això, s'ha debatut àmpliament tant el seu contingut polític com religiós.
Mentre que La Revolució francesa del 1791 no és il·lustrada i se sol excloure de la llista de llibres profètics, David V. Erdman opina que la separació d'aquest treball del corpus general elimina una clau del simbolisme que utilitza Blake.
Una altra obra seua, Vala, o els quatre Zoas (1797), que la començà mentre vivia a Felpham, la va abandonar en forma d'esborrany; aquest fet Northrop Frye l'ha comentat dient que “qualsevol persona que es preocupe per la poesia o la pintura ha de veure en l'estat inacabat de Vala un greu desastre cultural”.

### Recepció crítica
Els Llibres profètics de Blake han estat desestimats a vegades com a mancats de sentit. Aquesta posició és ara rarament sostinguda pels estudiosos de la literatura anglesa, perquè Blake ha estat revalorat per la crítica del segle xx. Northrop Frye i després Harold Bloom han suggerit que la dificultat de lectura de les obres profètiques de Blake pot ser superada, i que l'etiqueta despectiva mística que se'ls va aplicar és en gran manera una ofuscació. Místic quant a la poesia seria l'equivalent de visionari aplicat als gravats.
Pel fet que els Llibres profètics no foren gaire ben considerats, i els poemes lírics de Blake eren percebuts més directes i relativament poc problemàtics, aquells tingueren una història de publicació tortuosa.

## Les profecies continentals
El cicle de profecies continentals engloba Amèrica, una profecia (1793), Europa, una profecia (1794) i també La cançó de Los (1795), que conté les seccions Àfrica i Àsia.
Amèrica, una profecia apareix dividit en un Preludium (que forma part del mite d'Orc) i Una profecia, amb un contingut polític relacionat amb la Revolució americana. La primera línia d'Una profecia repeteix la línia final d'Àfrica. D'altra banda, Europa, una profecia té una secció introductòria sense nom, un Preludium amb Orc i Enitharmon, i Una profecia amb relació amb la situació contemporània d'Europa en temps de guerra. La part Àsia de La cançó de Los es connecta al final d'Europa, una profecia (mitjançant el mot “udol”).

## Els llibres
- Tiriel (ca. 1789)
- El llibre de Thel (ca. 1789)
- La Revolució francesa (1791)

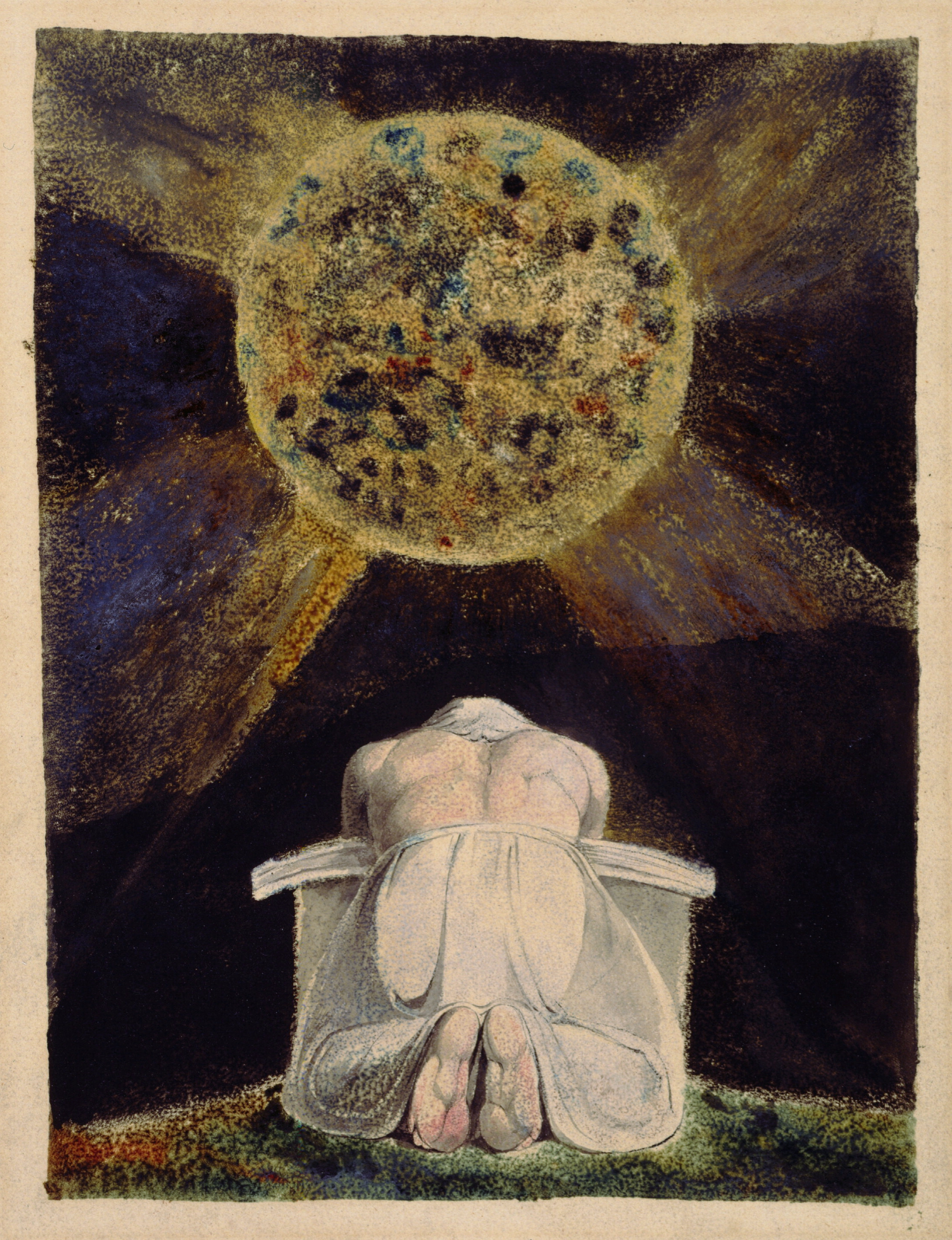
Frontispici de Blake per a La cançó de Los (1795), que mostra Urizen presidint el declivi de la moralitat

- El matrimoni del cel i l'infern (1790)
- Visions de les filles d'Albió (1793)
- Amèrica, una profecia (1793)
- Europa, una profecia (1794)
- El llibre d'Urizen (1794)
- El llibre d'Ahania (1795)
- La cançó de Los (1795)
- Vala, o els quatre Zoas (1797-1804)
- Milton, un poema (1804-1810)
- Jerusalem: l'emanació del gegant Albió (1804-1820)